# Eperjes Károly
Eperjes Károly (Hegykő, 1954. február 17. –) Kossuth- és Jászai Mari-díjas magyar színművész, a Halhatatlanok Társulatának örökös tagja.

## Életpályája
Szülei, Eperjes Károly és Kertész Imelda eredetileg papnak szánták. A színészpálya előtt volt műszerész és labdarúgó is. 1974–1976 között a Videotonban dolgozott. A Színház- és Filmművészeti Főiskola elvégzése után – Major Tamás és Székely Gábor tanítványa volt – 1980-ban a kaposvári Csiky Gergely Színházban kezdte pályáját.
1981–82-ben a Nemzeti Színház tagja volt. 1982–1987 között a Katona József Színház színésze volt. 1987–1988-ban a Radnóti Színpadhoz szerződött. 1988 óta szabadfoglalkozású színészként dolgozik, ebben az évben játszotta el Bereményi Géza Eldorádójában Monori Sándor szerepét is. 1993–1996 között a Művész Színház, Thália Színház, Kelemen László színkör tagja volt. Az 1994-es országgyűlési választásokon a Fidesz országos listáján indult, országgyűlési mandátumot szerzett, de egy hónapra rá lemondott.
1998 és 2012 között az Új Színház tagja volt, a társulatot azután hagyta el váratlanul, hogy Dörner Györgyöt nevezték ki a teátrum élére. 1999-ben megkapta egyik leghíresebb szerepét, a Hippolyt című magyar vígjátékban. A filmben főszerepet játszott. 2011-ben sikertelenül pályázta meg a Győri Nemzeti Színház igazgatói székét. 2008–2015 között a Veszprémi Petőfi Színház művészeti tanácsadója volt Bujtor István, majd Oberfrank Pál igazgatása mellett, valamint a Bubik István-díj kuratóriumának tagja volt. 2013 és 2014 között újra a Nemzeti Színház tagja volt. 2014-ben a Nemzetiben betöltött vezérigazgató-helyettesi tisztségéről szakmai okok miatt lemondott.
2015-ben a Magyar Állami Operaházban rendezte meg Johann Sebastian Bach oratóriumát, a János-passiót. 2016. március 14-én kinevezték osztályvezető tanárnak a Kaposvári Egyetem Művészeti Karán, osztálya 2019-ben végzett. A Hyppolit, a lakáj című zenés vígjátékot vendégként rendezte 2017-ben a Soproni Petőfi Színházban. 2018 januárjában Friedrich Schiller Ármány és szerelem művét rendezte meg a Pesti Magyar Színházban. 2019-ben vendégművészként sikerrel szerepelt a Legyetek jók, ha tudtok című darab főszerepében (Néri Szent Fülöp) a Pesti Magyar Színházban. 2020-2022 között a Pesti Magyar Színház tagja. 2021-től a Soproni Petőfi Színház művészeti vezetője, 2023-tól művészeti tanácsadója. 2024-től a Pesti Magyar Színház művészeti vezetője.
2019 óta a Magyar Művészeti Akadémia levelező tagja.

## Származása, magánélete
Apai ági felmenői több generációra visszamenően túlnyomórészt Veszkényben éltek, míg az anyai ági felmenők jellemzően Hegykő lakosai voltak. Édesapja pedagógus, pályája csúcsán iskolaigazgató volt, és ő volt Hegykő rendszerváltás utáni első polgármestere.
1977-ben kötött házasságot Balogh Erzsébettel. Két gyermekük született: Krisztián (1978) és Borbála (1990).
Ha szabad az identitásomat megfogalmaznom, akkor én keresztény, katolikus apa vagyok Magyarországon, magyarul, színészként, az Isten dicsőségére, az emberek javára és a lelkek üdvére. Így talán egyetemesen hordozom a keresztemet. Ha áldott állapotban teszem, akkor az megigazít engem, ha teherként cipelem, és nem hívom segítségül az Úrjézust, a Szűzanyát, az őrangyalokat és a szenteket, akkor agyonnyom.

## Színházi szerepeiből

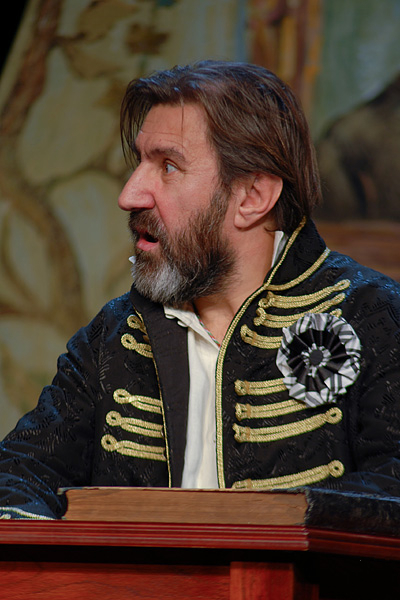
A Tisztújítás című darabban, Új Színház

- Simai Kristóf: A szerelemféltők Gyapai Márton, avagy: Feleségféltő gyáva lélek....
- Madách Imre: Férfi és nő....
- Anton Pavlovics Csehov: Platonov....
- Büchner: Danton halála....Katona
- Makszim Gorkij: Éjjeli menedékhely....Aljoska; Báró
- Weöres Sándor: Szent György és a sárkány....Duro
- Székely György: A konyha....Mangolis
- Fehér András: Orfeo szerelme....Halál
- Bresan: Paraszt Hamlet....
- Braden: Silver Queen Szalon....
- Legrand: Cherbourgi esernyők....Roland Cassard; Dubourg
- Molière: Az úrhatnám polgár....Covielle; Dorante gróf
- Bereményi Géza: Halmi, vagy a tékozló fiú....Horváth
- John Arden: Élnek, mint a disznók (Gyöngyélet)....Col
- Bíró Lajos: Sárga liliom....Dr. Asztalos Kálmán
- Middleton–Rowley: Átváltozások....Lollio
- Harold Pinter: Hazatérés....Joey
- Kander–Ebb: Chicago....Billy Flynn
- Victor Hugo: Királyasszony lovagja....Lakáj; Don Salustio de Bazán
- Bertolt Brecht: Háromgarasos opera....Fűrész Róbert
- Bródy Sándor: A medikus....Nagyfejeő
- Carlo Goldoni: Mirandolina....Fabrizio (1982)
- Louis Verneuil: Lamberthier úr....Maurice
- William Shakespeare: Ahogy tetszik....Silvus
- John Ford: Kár, hogy kurva (1633)....Grimaldi
- Mihail Afanaszjevics Bulgakov: Menekülés....Bajev
- Carlo Gozzi: A szarvaskirály....Leandro
- Szabó György: Kun László szerelmei....Rudolf
- William Shakespeare: Coriolanus....Aufidius
- Shepard: Valódi Vadnyugat....Lee
- Ken Kesey: Kakukkfészek....Randl P. McMurphy
- Spiró György Csirkefej....Közeg
- Füst Milán: Catullus....Egnatius
- Plautus: A hetvenkedő katona....Palaestrio
- Schwajda György: Himnusz....Ember
- Shakespeare: A vihar....Stephano
- Karel Čapek: A végzetes szerelem játéka....Scharamouche
- Bereményi Géza: A legvidámabb barakk....
- Harold Pinter: A gondnok....Davies
- Edward Albee: Mese az állatkertről....
- Shakespeare: Vízkereszt, vagy amit akartok....Malvolio
- Bronte: Üvöltő szelek....Hindley Earnshaw
- Dosztojevszkij: A nagybácsi álma....Mozglijakov
- Carlo Goldoni: A hazug....Lelio
- Fejes Endre: Rozsdatemető....Zentay György
- Molière: Tartuffe....Tartuffe
- Claudel: Az angyali üdvözlet....Hury
- Sławomir Mrożek: Szerelem a Krímben....Ivan Nyikolajevics Zahedrinyszkij
- Carlo Goldoni: A chioggiai csetepaté....Isidoro; Fortunato
- Osztrovszkij: Ártatlan bűnösök....Smága
- Edmond Rostand: A két Pierrot avagy a fehér vacsora....Az első Pierrot
- Bulgakov: Álszentek összeesküvése (Molière)....Jean-Baptiste Poquelin Molière
- Csokonai Vitéz Mihály: Karnyóné....Lipitlotty
- Rideg Sándor: Indul a bakterház....Bakter
- Friedrich Dürrenmatt: Az öreg hölgy látogatása....Ill
- Frisch: Biedermann és a gyújtogatók....Eisenring
- Shakespeare: Szentivánéji álom....Puck; Philostratus; Tetőfi Péter
- Csehov: Három nővér....Fjodor Iljics Kuligin
- Szép Ernő: Vőlegény....Papa
- Robert Bolt: Morus....Morus Tamás
- Tamási Áron: Vitéz lélek....Ambrus
- Szőcs Géza: Liberté '56....Kádár János
- Molière: A fösvény....Harpagon
- Nagy-Parti Nagy: Tisztújítás....Farkasfalvy
- Molnár Ferenc: A hattyú....Jácint
- Arthur Miller: Pillantás a hídról....Alfieri
- Brecht: Koldusopera....Trigris Brown
- Mrożek: Strip-tease....I. úr

## Filmjei

### Játékfilmek
- Nyom nélkül (1982)
- Sértés (1983)
- Könnyű testi sértés (1983)
- Eszmélés (1984)
- Uramisten (1984)
- A tanítványok (1985)
- A nagy generáció (1985)
- Redl ezredes I–II. (1984)
- Visszaszámlálás (1986)
- Hajnali háztetők (1986)
- Banánhéjkeringő (1987)
- Miss Arizona (1987)
- Szamárköhögés (1987)
- Eldorádó (1988)
- Küldetés Evianba (1988)
- A másik ember (1988)
- Hanussen (1988)
- Soha, sehol, senkinek (1988)
- Könnyű vér (1989)
- A legényanya (1989)
- Ismeretlen ismerős (1989)
- Iskolakerülők (1989)
- Laurin (1989)
- Meteo (1989)
- Eszterkönyv (1990)
- Magyar rekviem (1990)
- Vörös vurstli (1991)
- Csapd le csacsi! (1991)
- Isten hátrafelé megy (1991)
- A Turné (1993)
- Indián tél (1993)
- Levelek Perzsiából (1995)
- Szeressük egymást gyerekek! (1996)
- Az asszony (1996)
- 6:3 (1999)
- Egy tél az isten háta mögött (1999)
- Hippolyt (1999)
- Glamour (2000)
- A Hídember (2002)
- Sobri (2002)
- Bolondok éneke (2003)
- Nomen est Omen, avagy Reszkess Szabó János! (2003)
- Rokonok (2005)
- Mansfeld (2006)
- A Hortobágy legendája (2007)
- Liberté '56 (2007)
- Eszter hagyatéka (2008)
- Tüskevár (2009)
- Kaland (2011)
- Az ajtó (2012)
- Zárójelentés (2020)
- Magyar Passió (2021)
- Magunk maradtunk (2022)

### Tévéfilmek
- A vén bakancsos és fia, a huszár (1985)
- Békestratégia (1985)
- A nagymama (1986)
- A varázsló álma (1987)
- Nem érsz a halálodig (1990)
- A pályaudvar lovagja (1993)
- Kisváros (1994-2001)
- Isten madárkái (1994)
- Istálló (1995)
- Szabadság tér 56. (1996)
- Fekete fehér (2006)
- Régimódi történet (2006)
- A napfényben fürdő kastély (2010)

### Rendezései
- Magyar Passió (2021)

## Kötetei
- Thália és teológia. Bolberitz Pál és Eperjes Károly történelemről, emberségről és hitről; szerk., szöveggond. Balázs István; Válasz, Bp., 2003 Letöltés
- "Az igazat mondd, ne csak a valódit". Eperjes Károly színművésszel beszélget Kölnei Lívia; Kairosz, Bp., 2004 (Miért hiszek?)
- Széchenyi bűvkörében. Csorba László, Eperjes Károly, Szigethy Gábor, Fenyő Ervin, Körmendy Kinga, Koller Sándor, Horváth Sándor, Kocsis Sándor vallomásai; szerk. Szabó Attila; Simon Péter, Nagycenk, 2010 (Nagycenki füzetek)

## Díjai, elismerései
- Színikritikusok Díja – Legjobb férfi epizódalakítás díja (1980)
- A filmszemle díja (1984, 1985, 1989, 1999)
- Magyar Filmkritikusok Díja – Legjobb férfialakítás díja (1984, 1986, 1987, 1990)
- A Chicagói Filmfesztivál – legjobb férfi alakítás díja (1985)
- Jászai Mari-díj (1986)
- Magyar Művészetért díj (1990)
- Erzsébet-díj (1993)
- Kossuth-díj (1999)
- Hegykő díszpolgára (2000)[21]
- Súgó Csiga díj (2001)
- Prima díj (2006)
- Arlecchino-díj: legjobb férfi alakítás (2007)
- Örökös tag a Halhatatlanok Társulatában (2009)
- Budapest díszpolgára (2011)
- A Magyar Érdemrend tisztikeresztje (2017)
- A Magyar Filmakadémia életműdíja (2020)
- Széchenyi-örökség Okmánya (2020)[22]
- Sopron díszpolgára (2023)[23]
- Magyar Örökség díj (2023)